# Rene Eisner
Rene Eisner (Voitsberg, 2 settembre 1975) è un ex arbitro di calcio austriaco, ritiratosi nel 2023.

## Carriera
La sua carriera nel calcio professionistico austriaco inizia il 24 settembre 2004, quando esordisce in Regionalliga dirigendo l'incontro Union Perg-Bleiburg. Nella stagione seguente esordisce anche in altre competizioni nazionali, come la Landesliga e la 2. Liga. Il 19 marzo 2008, invece, esordisce in Bundesliga, la massima serie del campionato austriaco, dirigendo l'incontro Ried-Mattersburg. Nel 2009 diventa arbitro della UEFA, a cui rimane affiliato fino al 2014. Esordisce come arbitro internazionale il 3 marzo 2010 in Belgio U21-Malta U21. Poco dopo, il 27 maggio 2010, dirige per la prima volta un incontro tra nazionali maggiori (Bielorussia-Honduras). Nel 2010 viene inserito anche nelle liste FIFA, da cui verrà rimosso nel 2014. Il 30 maggio 2013 viene designato, per la prima volta nella sua carriera, per dirigere la finale della ÖFB-Cup, ovvero Austria Vienna-Pasching. Dal 2014, anno in cui viene rimosso dalle liste UEFA e FIFA, dirige solamente gli incontri dei campionati nazionali austriaci, fino alla stagione 2022-2023, al termine della quale si chiude la sua carriera arbitrale.